# Dangerous Game
Dangerous Game (também conhecido como Snake Eyes; bra: Olhos de Serpente; prt: Linha de Separação) é um filme ítalo-americano de 1993, do gênero drama, escrito por Nicholas St. John, dirigido por Abel Ferrara, e estrelado por Harvey Keitel, Madonna, e James Russo.

## Sinopse
Manipulação é o nome do jogo, quando um diretor de um filme sobre um casamento abusivo em ruína entra em colapso quando começa a misturar os acontecimentos de sua vida com a densidade e os problemas das personagens de sua ficção, não conseguindo encontrar a linha divisória entre ambas as realidades. Ao mesmo tempo em que tenta compreender o que está acontecendo, inicia uma pequena paixão por sua atriz.

## Elenco
| Ator/Atriz    | Personagem            | Ref.  |
| ------------- | --------------------- | ----- |
| Harvey Keitel | Eddie Israel          | [ 1 ] |
| Madonna       | Sarah Jennings        | [ 1 ] |
| James Russo   | Francis "Frank" Burns | [ 1 ] |
| Nancy Ferrara | Madlyn Israel         | [ 1 ] |
| Reilly Murphy | Tommy                 | [ 1 ] |